# Mitología lituana
La mitología lituana es un ejemplo de mitología báltica desarrollada por el pueblo lituano a lo largo de los siglos.

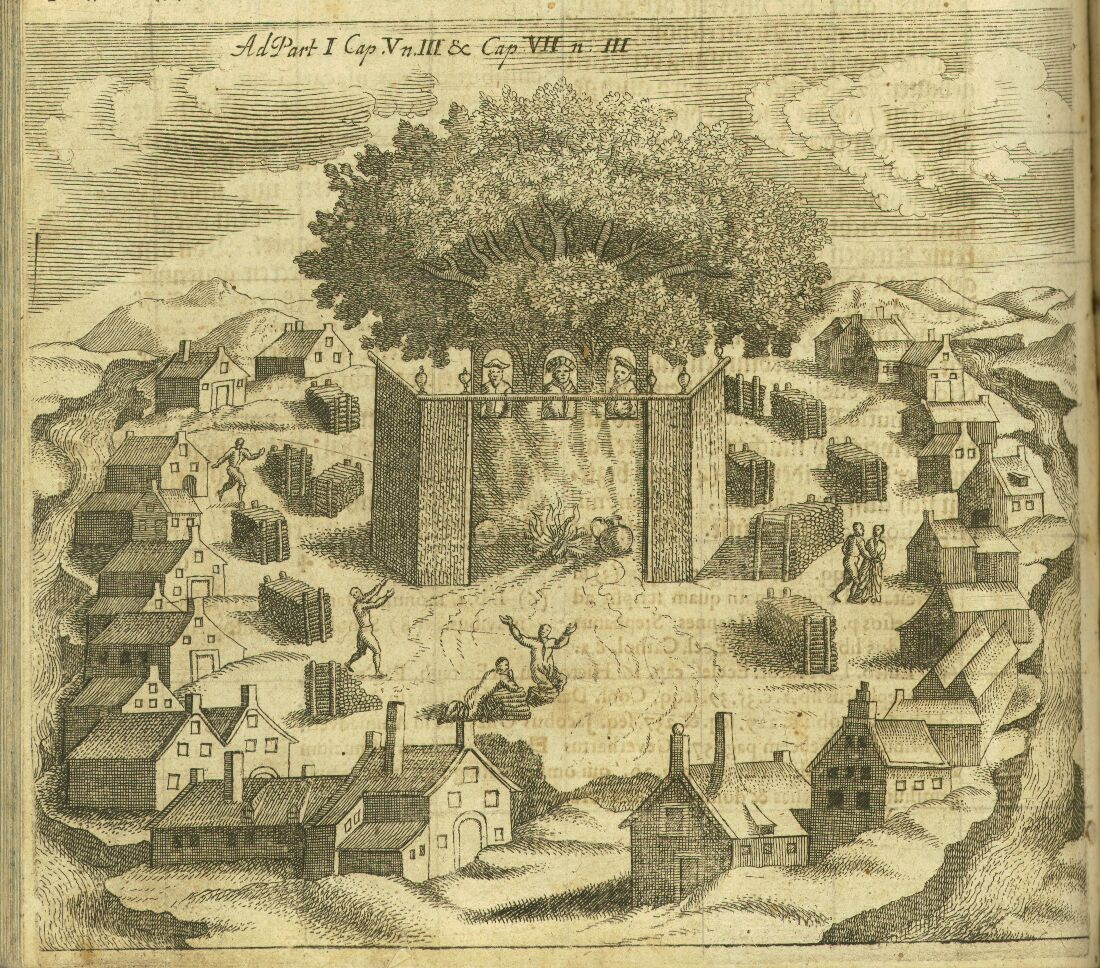
Romuva refugio en Prusia.

## Historia
La información sobreviviente acerca del paganismo del Báltico, en general, es muy vaga e incompleta. Como con la mayoría de las antiguas culturas indoeuropeas (por ejemplo, Grecia y la India), el modo original de transmisión de información seminal como los mitos, historias y costumbres fue verbal, la costumbre de la escritura se introdujo más tarde durante el período de la cultura del cristianismo basada en texto. La mayor parte de los primeros relatos escritos son muy breves y realizados por extranjeros, por lo general cristianos, que desaprobaban las tradiciones paganas. Algunos académicos consideraron algunos textos como malentendidos inexactos e incluso mentiras. Además muchas fuentes listan muchos nombres y grafías diferentes, por lo que a veces no está claro si se refieren a lo mismo.
Lituania se cristianizó entre el final del siglo XIV y principios del siglo XV, pero la religión pagana sobrevivió durante dos siglos más, perdiendo gradualmente su influencia cultural y la coherencia. La religión evangélica, establecida en Prusia por Alberto de Brandeburgo Prusia prometió predicar a las personas en su propio idioma, en lugar del latín. El Duque Alberto estableció la Universidad Albertina en Königsberg, donde los idiomas de los países vecinos fueron enseñados y los primeros libros en esos idiomas se imprimieron. Las últimas concepciones de la antigua religión sobrevivieron aproximadamente hasta principios del siglo XIX. Sin embargo, como era la tradición, nunca fueron documentadas por los seguidores de la religión, y todos los hechos conocidos son los documentos dejados por los extranjeros.
Aunque la religión precristiana de Lituania murió mucho más tarde que en cualquier otro país europeo, la información actual sobre la mitología de Lituania se encuentra dispersa. El interés en ella se ha incrementado desde el comienzo del siglo XIX, cuando el material narrativo comenzó a ser recogido. Sin embargo, en este momento la mayoría de los lituanos ya había dejado de vivir de acuerdo a las creencias y las doctrinas de su religión anterior, y los cuenta-cuentos no pudieron explicar su significado más adecuado y preciso. Sin estas explicaciones, los cuentos y canciones populares recogidas por estudiosos, parecería, a algunos mitólogos e historiadores ser más la materia prima de la que podría ser una mitología o una epopeya heroica compuesta que la propia mitología en sí misma. Las reliquias de la antigua religión fueron mezcladas con otras historias de la mitología folclórica, y posteriormente fueron documentadas muy bien, incluyendo muchos testimonios escritos por los narradores mismos. Sin embargo, el carácter más sincrético de esta mitología dio lugar a algunas dudas y, posteriormente, hipótesis y discusiones, en cuanto a lo que la religión pagana de Lituania en realidad era.
Debido a esta visión, muchos estudiosos prefieren escribir sus propias reconstrucciones de la mitología lituana, basadas también en datos históricos, arqueológicos y etnográficos. La primera reconstrucción fue escrita por el historiador polaco-lituano Theodor Narbutt a principios del siglo XIX. Dos conocidos intentos de reconstrucción fueron hechos, más recientemente, por Marija Gimbutas y Algirdas Julien Greimas. Este método de reconstrucción es difícil, y ninguno de los intentos ha sido satisfactorio.
Las dos mayores dificultades en este proceso son, en primer lugar, el hecho de que la mitología lituana no era estática, sino en constante desarrollo, por lo que no se quedó en la misma forma durante los periodos de tiempo tratados generalmente por los mitólogos. En segundo lugar, la mitología eslava, que en conceptos generales parece muy diferente a sus homólogos de Lituania y Letonia, tuvo una cierta influencia en el pensamiento de la gente, que afectó a los datos etnográficos, y por lo tanto, a los juicios de los expertos que hicieron uso de estos datos.
Por lo tanto, las primeras reconstrucciones y descripciones de la mitología lituana ofrecen una descripción muy lejana de la verdadera, siendo poco más que un parche de detalles arbitrariamente seleccionados de las mitologías de Lituania y Bielorrusia. La cuenta ofrecida por Narbutt, y las ideas expuestas por Adam Mickiewicz están entre ellas, pero los mitólogos desde la segunda mitad del siglo XIX se han vuelto más precisos, como resultado de sus conocimientos de la investigación lingüística contemporánea que muestra las diferencias estructurales entre las lenguas eslavas y Lituania.
Los académicos más modernos en explorar la mitología de Lituania en la segunda mitad del siglo XX fueron Norbertas Vėlius y Beresnevičius Gintaras. Sus obras son consideradas como las más objetivas. Son muy críticas y cuidadosas con las fuentes mitológicas.

## Las reconstrucciones de la mitología
Según Marija Gimbutas, la estructura inicial de la mitología lituana estaba basada en un sistema matriarcal de diosas representando varias partes del mundo natural, por ejemplo, tierra, cielo, luna, agua, aire, etc., Desarrollos posteriores llevaron a un formato patriarcal, muchas de las diosas mujeres perdieron su poder y significado.

## Relaciones con otros sistemas mitológicos
La mitología lituana es quizás la más cercana a la mitología letona, y de acuerdo con el punto de vista prevaleciente, los lituanos compartían los mismos mitos y las características básicas de su religión con los antiguos prusianos. Por otro lado, los elementos individuales tienen mucho en común con otros sistemas mitológicos, y especialmente con las de culturas vecinas.
Hay un dios del trueno Finnic Mordvin/Erza llamado Pur'ginepaz que en el folklor tiene temas parecidos al lituano Perkūnas. "Chispas salen de las ruedas y de los cascos de los caballos de color rojo fuego de Pur'ginepaz, el dios del trueno Erza, cuando atraviesa el cielo" (Yurtov, A. 1883. Obraztsy mordovskoi narodnoi slovesnosti. 2 ª ed. Kazan. p 129).  En varias canciones míticas el dios del trueno Pur'ginepaz se casa con una chica terrenal Litova (Lituva, Syrzha, etc). (Jakov, O. 1848. O mordvakh, nakhodiashchikhsia v Nizhegorodskom uezde Nizhegorodskoi gubernii. Sankt Petersburgo. p 59-60). Estos se parecen mucho al Parjanya.

## Los períodos de la mitología de Lituania
La mitología precristiana es conocida principalmente a través de la especulación y la reconstrucción, a pesar de la existencia de algunos elementos mitológicos, conocidos a partir de fuentes posteriores, han sido confirmados por los hallazgos arqueológicos. Esto se refleja en los cuentos populares, tales como Jurate y Kastytis y Egle la Reina de las Serpientes.
El próximo período de la mitología lituana comenzó en el siglo XV, y duró hasta aproximadamente la mitad del siglo XVII. Los mitos de este periodo son en su mayoría heroica, sobre la fundación del Estado de Lituania. Tal vez los dos mejores historias más conocidas son las del sueño del Gran Duque Gediminas y la fundación de Vilnius, de la capital de Lituania, y de Šventaragis, que también se refiere a la historia de Vilnius. Muchas historias de este tipo reflejan los acontecimientos históricos reales. En general, estos mitos están coloreados por el patriotismo. Ya en el siglo XVI, existía un panteón no unificado; datos de distintas fuentes no correspondían uno con otro, y los espíritus locales, especialmente las del campo económico, se mezclaron con dioses más generales ascendiendo al nivel de dioses.
El tercer período comenzó con la creciente influencia del cristianismo y de la actividad de los jesuitas, más o menos desde finales del siglo XVI. El temprano enfoque con la herencia precristiana de Lituania entre la gente común fue abandonada, y se hicieron intentos de utilizar las creencias populares en la actividad misionera. Esto también condujo a la inclusión de elementos cristianos en las historias míticas.
El último período de la mitología lituana comenzó en el siglo XIX, cuando la importancia del patrimonio cultural antiguo fue admitido, no solo por las clases altas, sino por la nación más ampliamente. Las historias míticas de este periodo son en su mayoría las reflexiones de los mitos anteriores, considerada no por ser verdadera, sino como la experiencia codificada del pasado. Se concentraron en los problemas morales, y en una visión heroica del pasado, en lugar de los héroes individuales, que muchas veces incluso carecían de nombres propios, conocidos como "duque", "el príncipe del castillo", etc.

## Los elementos de la mitología de Lituania

### Dios y la naturaleza
Cuentos, canciones y leyendas de este tipo describen las leyes de la naturaleza y los procesos naturales tales como el cambio de las estaciones del año, sus conexiones con los demás y con la existencia de los seres humanos. La naturaleza es a menudo descrita en términos de la familia humana, en un ejemplo central (que se encuentra en muchas canciones e historias), el sol se llama la madre, el padre es la luna y las estrellas hermanas de los seres humanos.

### Heroísmo interior
Los mitos de Lituania a menudo revelan el heroísmo interior de un ser humano, que simboliza este ser interior, en términos de diferentes proezas en las tierras místicas en el lado opuesto de la Tierra, o en el cielo de las regiones polares del sur, comúnmente describen estos lugares como "la tierra sobre todos los mares" y "El Reino Cósmico submarino", respectivamente.

### El dios de la moral
Mitos que hablan acerca de problemas de moral son los más simples, y están cerca de las fábulas populares comunes a todas las naciones europeas. La idea principal de estas historias es que Dios visita a menudo a la gente para guiarlos en cuestiones morales, pero la gente no es capaz de reconocerlo. De acuerdo con estas historias, un ser humano debe escuchar a su voz interior de la armonía y la justicia, con el fin de actuar moralmente en la presencia de Dios, porque la gente no sabe cuándo y bajo qué circunstancias se encuentren bajo su mirada. Algunos expertos insisten en el carácter mixto cristiano y precristianas de estas historias.